# Gemeaux
Gemeaux település Franciaországban, Côte-d’Or megyében. Lakosainak száma 968 fő (2022. január 1.). Gemeaux Marcilly-sur-Tille, Marsannay-le-Bois, Til-Châtel, Chaignay, Flacey, Lux és Pichanges községekkel határos.

## Népesség
A település népességének változása:
| Lakosok száma | 601  | 625  | 666  | 795  | 883  | 882  | 872  | 901  | 923  | 968  |
|               | 1968 | 1982 | 1990 | 2006 | 2013 | 2015 | 2017 | 2019 | 2020 | 2022 |